# Guma guar

Budowa chemiczna monomeru

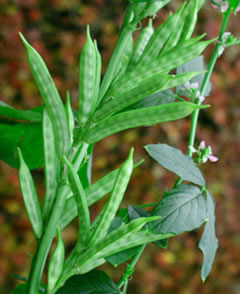
Strąki C. tetragonoloba

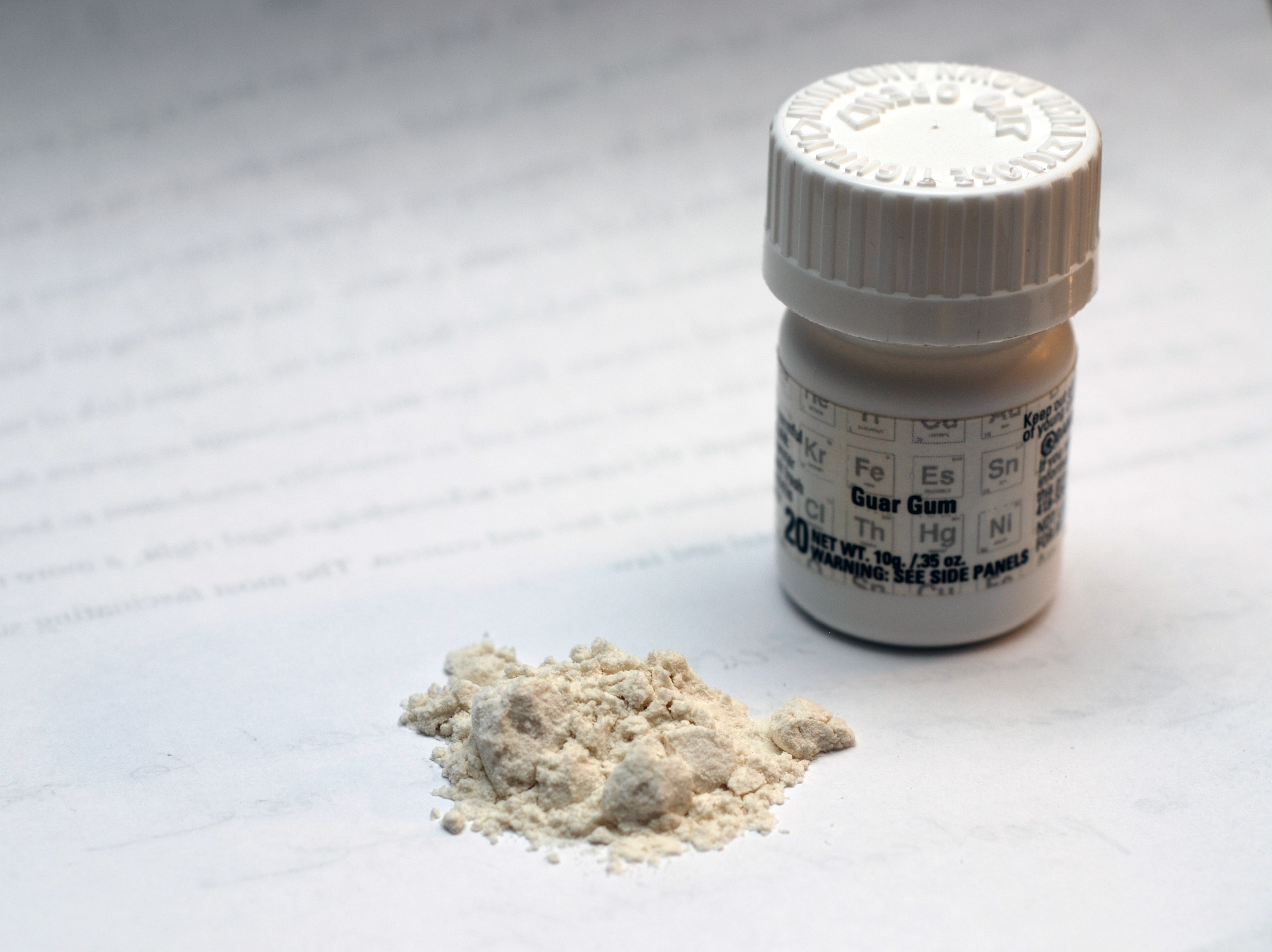
Guar w postaci proszku

Guma guar – organiczny związek chemiczny z grupy galaktomannanów, tj. polisacharydów, których łańcuch główny utworzony jest z jednostek mannozy z bocznymi odgałęzieniami monogalaktozowymi. W przypadku gumy guar stosunek mannoza:galaktoza = ~3, a rozkład jednostek podstawionych jest dość równomierny, brak jest „regionów gładkich”, tj. dłuższych niepodstawionych odcinków polimannozowych. Ma wyjątkowo wysoką masę cząsteczkową, dochodzącą do 1–2 mln daltonów. 
Uzyskiwana jest z bielma nasion roślin Cyamopsis tetragonolobus (bobowate). Roczna produkcja światowa wynosi ok. 125 tys. ton, przy czym 85% produkcji pochodzi z Indii, a 14% z Pakistanu.
Rozpuszcza się łatwo w zimnej wodzie dając roztwory o bardzo dużej lepkości (2–6 tys. mPa·s dla roztworu 1%), przy stężeniach rzędu 2–5% mają one właściwości przypominające żel. Podobnie jak inne galaktomannany, jej roztwory ulegają żelowaniu pod wpływem boraksu i zasadowych roztworów soli miedzi. W środowisku alkalicznym jest trwała, natomiast w kwasowych gorących roztworach ulega szybkiej degradacji. Ulega także działaniu utleniaczy i mannaz – bakteryjnych enzymów hydrolitycznych.
Jest to dodatek do żywności, umieszczony na liście E, jako E412, zagęszczający oraz stabilizujący produkty. Wchodzi w skład preparatów wspomagających odchudzanie. Ma działanie przeczyszczające i hamujące apetyt.